# Robert Wilton
Pour les articles homonymes, voir Wilton.
Robert Wilton, né à Norwich le 31 juillet 1868 et décédé à Levallois-Perret le 18 janvier 1925, est un journaliste et essayiste britannique.

## Biographie
Robert Wilton est élevé en Russie, où il passe l'essentiel de sa vie. Il devient par la suite correspondant en Russie du Times. Très attaché au régime tsariste et à la dynastie Romanov, il couvre pour le Times les évènements de la révolution russe. Après la Révolution d'Octobre et durant la guerre civile russe, il relaie le point de vue des Armées blanches. Fortement antisémite, il contribue par ses articles à influencer l'opinion publique britannique et à diffuser au Royaume-Uni comme en Occident le concept de judéo-bolchevisme. En 1920, se basant sur les investigations du magistrat Nikolaï Sokolov  sur l'exécution de la famille Romanov, il publie un livre, The Last Days of the Romanov, dans lequel il reprend la thèse du crime rituel juif et présente le massacre de la famille impériale comme la résultante d'un complot occulte.

## Œuvres
- Russia's Agony, Edward Arnold (publisher), London, 1918
- The Last Days of the Romanovs, (1920).